# Conus miliaris pascuensis
Conus miliaris pascuensis is een ondersoort van de zeeslakkensoort Conus miliaris, uit het geslacht Conus. De slak behoort tot de familie Conidae. Conus miliaris pascuensis werd in 1980 beschreven door Rehder. Net zoals alle soorten binnen het geslacht Conus zijn deze slakken roofzuchtig en giftig. Zij bezitten een harpoenachtige structuur waarmee ze hun prooi kunnen steken en verlammen.